# Mauranger
Mauranger är ett gemensamt namn på de små orterna Fureberg, Tveitnes, Kroka, Sunndal, Austrepollen, Nordrepollen och Gjetingsdalen i Kvinnherads kommun i Vestland fylke i västra Norge. Mauranger ligger längs Maurangerfjorden i norra delen av Kvinnherad. Landskapet präglas av närheten till Folgefonna, med många dalar och branta berg.
Folgefonntunneln från Odda (öppnad 2001) under Folgefonna har gjort Mauranger mer tillgängligt, något som har ökat turismen på platsen. Från Nordrepollen går den 10,4 km långa tunneln Jondalstunnelen (öppnad 2012) till grannkommunen Ullensvang. 
Områdets viktigaste inkomstkällor är turism, jordbruk, fiske samt elproduktion. 

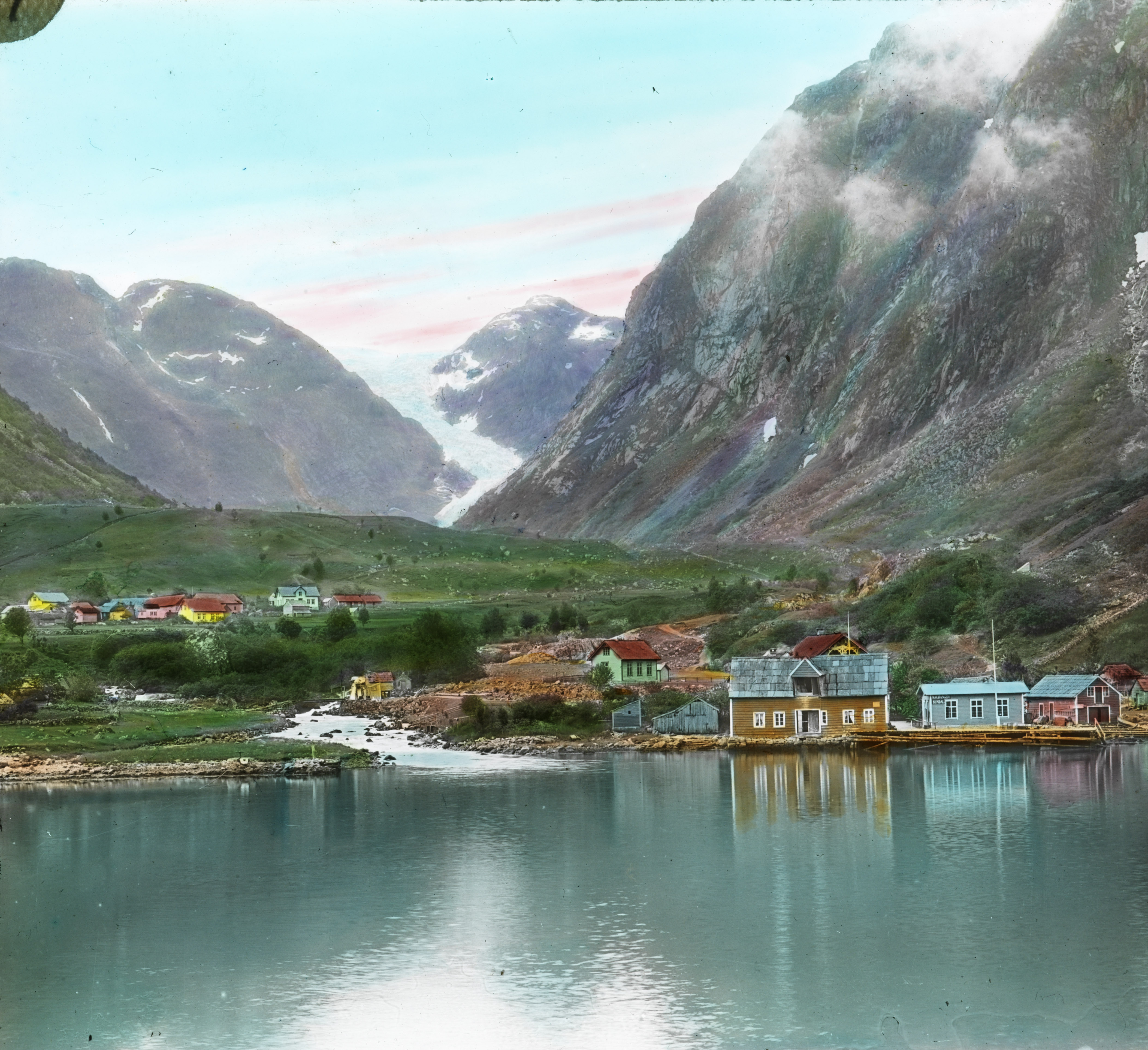
Sunndal i Mauranger under sent 1800-tal.